# Lasowice Małe (osada w województwie opolskim)
Lasowice Małe – osada w Polsce, położona w województwie opolskim, w powiecie kluczborskim, w gminie Lasowice Wielkie.
W latach 1975–1998 miejscowość należała administracyjnie do województwa opolskiego.